# Liste der Bodendenkmäler in Burgsinn
Auf dieser Seite sind die Bodendenkmäler in dem unterfränkischen Markt Burgsinn zusammengestellt. Diese Tabelle ist eine Teilliste der Liste der Bodendenkmäler in Bayern. Grundlage ist die Bayerische Denkmalliste, die auf Basis des Bayerischen Denkmalschutzgesetzes vom 1. Oktober 1973 erstmals erstellt wurde und seither durch das Bayerische Landesamt für Denkmalpflege geführt wird. Die folgenden Angaben ersetzen nicht die rechtsverbindliche Auskunft der Denkmalschutzbehörde.

## Bodendenkmäler in Burgsinn
| Lage       | Objekt | Akten-Nr.     | Bild |
| ---------- | --- | ------------- | ---- |
| (Standort) | Freilandstation des Mesolithikums und Siedlung des Jung- bis Endneolithikums.                                               | D-6-5823-0001 |      |
| (Standort) | Siedlungsbefunde des späten Mittelalters und der frühen Neuzeit.                                                            | D-6-5823-0012 |      |
| (Standort) | Freilandstation des Mesolithikums.                                                                                          | D-6-5823-0014 |      |
| (Standort) | Glashütte des Mittelalters und der frühen Neuzeit.                                                                          | D-6-5823-0015 |      |
| (Standort) | Siedlung des Jung- bis Endneolithikums.                                                                                     | D-6-5823-0020 |      |
| (Standort) | Befunde der frühen Neuzeit im Bereich der katholischen Pfarrkirche St. Michael von Burgsinn, mit ehemaligem Kirchhof.       | D-6-5823-0021 |      |
| (Standort) | Befunde des Mittelalters und der frühen Neuzeit im Bereich der „Alten Burg“ von Burgsinn.                                   | D-6-5823-0022 |      |
| (Standort) | Befunde der frühen Neuzeit im Bereich des sogenannten Fronhofer Schlösschens von Burgsinn.                                  | D-6-5823-0023 |      |
| (Standort) | Befunde der frühen Neuzeit im Bereich des sogenannten Neuen Schlosses von Burgsinn mit zugehöriger ehemaliger Gartenanlage. | D-6-5823-0024 |      |
| (Standort) | Freilandstation des Mesolithikums und Siedlung vorgeschichtlicher Zeitstellung.                                             | D-6-5823-0037 |      |
| (Standort) | Freilandstation des Spätpaläolithikums und des Mesolithikums.                                                               | D-6-5823-0039 |      |